# Plectris griseopilosa
Plectris griseopilosa är en skalbaggsart som beskrevs av Moser 1921. Plectris griseopilosa ingår i släktet Plectris och familjen Melolonthidae. Inga underarter finns listade i Catalogue of Life.